# レ・コック・クァン

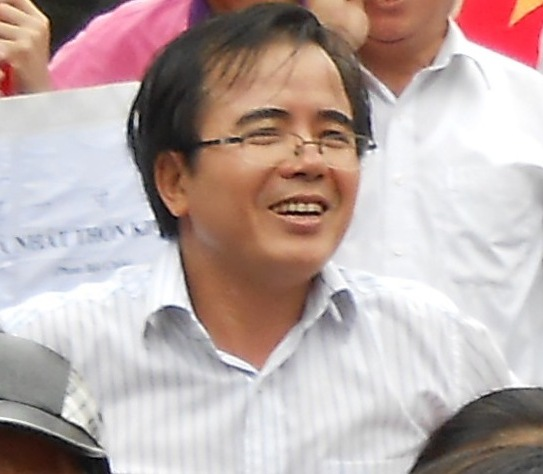
レ・コック・クァン

レ・コック・クァン（ベトナム語：Lê Quốc Quân、漢字：黎國君、1971年9月13日 - ）は、ベトナムの弁護士・ブロガー・人権活動家。